# Belgrader Nachrichten
Belgrader Nachrichten (în sârbocroată Beogradske Novine, în traducere „Știrile din Belgrad”) a fost publicația periodică oficială a autorităților militare de ocupație ale Guvernământului Militar Austro-Ungar din Serbia⁠(d) în timpul Primului Război Mondial. În calitate de organ principal de propagandă, ziarul a avut scopul de a prezenta ocupația austro-ungară și autoritățile administrative militare ca fiind binevoitoare și lucrând în beneficiul populației sârbe. A fost publicat zilnic în limbile germană, sârbo-croată și maghiară din 1915 până în 1918, în perioada ocupației austro-ungare a Serbiei.

## Istoric
În anul 1916, noul guvernator militar austro-ungar al Serbiei a instituit legea marțială, care permitea tipărirea unui singur ziar, publicația militară Belgrader Nachrichten. În timpul ocupației, folosirea alfabetului chirilic sârb a fost interzisă în viața publică, iar denumirea limbii sârbe a fost schimbată în cea de „sârbo-croată”. Materialele tipărite pentru populația Serbiei erau realizate exclusiv în dialectul ijekavian⁠(d) cu lexic croat și alfabet latin.
Ziarul Belgrader Nachrichten a fost publicat în limbile germană, sârbo-croată și maghiară și a fost distribuit în teritoriile ocupate de austro-ungari. Versiunea germană a fost distribuită în toată Europa cu scopul de a demonstra că Austro-Ungaria și Germania au ajuns în Serbia ca „aducătoare de prosperitate, pentru a o lumina”, în timp ce versiunea sârbă avea scopul de a face populația locală să creadă că Administrația militară din Serbia (Militärverwaltung in Serbien) lucra în interesul sârbilor, spre deosebire de dinastia sârbă anterioară Karađorđević, care îi angrenase, prin înșelăciune, într-un război.

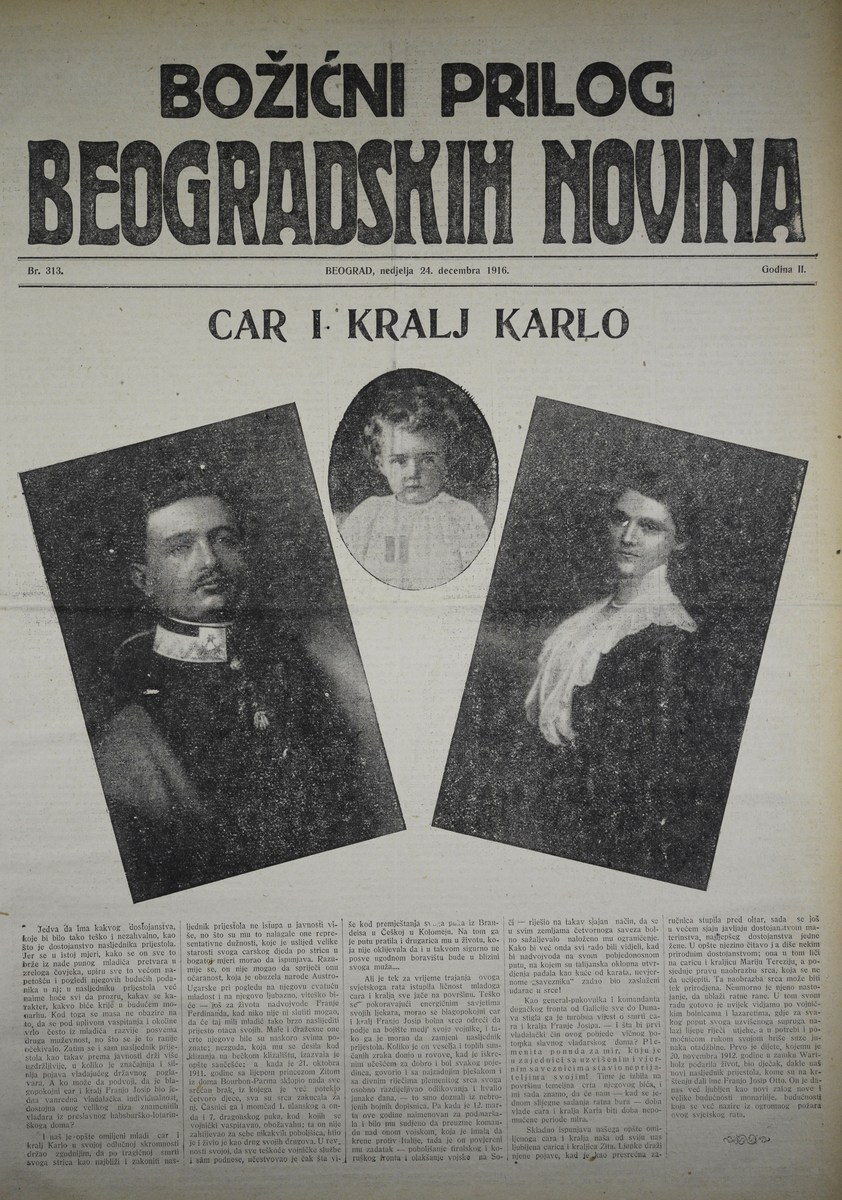
Ediția din 24 decembrie 1916 cu portretele membrilor familiei imperiale austro-ungare

## Colaboratori importanți
Responsabilul editorial al ziarului a fost inițial comisarul german Wilhelm Ucher și apoi croatul Jurica Oršić Slavetićki, iar în ultimii doi ani funcția de redactor-șef a fost îndeplinită de scriitorul croat Milan Ogrizović⁠(d).
Singurul scriitor sârb colaborator la această publicație a fost Borisav Stanković care a preluat această poziție după eliberarea sa dintr-un lagăr de internare la invitația lui Ogrizović și a scris foiletoane⁠(d) literare din decembrie 1916 până în martie 1918. Scriitorul austriac Otto Alscher a realizat o rubrică literară și a participat în mod anonim la redactarea ziarului de ocupație.